# Machault (Sena i Marne)
Machault és un municipi francès, situat al departament de Sena i Marne i a la regió de Illa de França. L'any 2007 tenia 694 habitants.
Forma part del cantó de Nangis, del districte de Melun i de la Comunitat de comunes Brie des Rivières et Châteaux.

## Demografia

### Població
El 2007 la població de fet de Machault era de 694 persones. Hi havia 242 famílies, de les quals 47 eren unipersonals (20 homes vivint sols i 27 dones vivint soles), 66 parelles sense fills, 109 parelles amb fills i 20 famílies monoparentals amb fills.
La població ha evolucionat segons el següent gràfic:
Habitants censats

### Habitatges
El 2007 hi havia 289 habitatges, 249 eren l'habitatge principal de la família, 12 eren segones residències i 27 estaven desocupats. 268 eren cases i 20 eren apartaments. Dels 249 habitatges principals, 210 estaven ocupats pels seus propietaris, 34 estaven llogats i ocupats pels llogaters i 5 estaven cedits a títol gratuït; 5 tenien una cambra, 16 en tenien dues, 24 en tenien tres, 54 en tenien quatre i 150 en tenien cinc o més. 203 habitatges disposaven pel capbaix d'una plaça de pàrquing. A 96 habitatges hi havia un automòbil i a 144 n'hi havia dos o més.

### Piràmide de població
La piràmide de població per edats i sexe el 2009 era:
| Homes | Edats   | Dones |
| ----- | ------- | ----- |
| 0     | 95 o +  | 4     |
| 0     | 90 a 94 | 4     |
| 0     | 85 a 89 | 4     |
| 0     | 80 a 84 | 4     |
| 4     | 75 a 79 | 20    |
| 0     | 70 a 74 | 4     |
| 8     | 65 a 69 | 8     |
| 24    | 60 a 64 | 8     |
| 12    | 55 a 59 | 16    |
| 12    | 50 a 54 | 12    |
| 52    | 45 a 49 | 40    |
| 20    | 40 a 44 | 24    |
| 24    | 35 a 39 | 32    |
| 28    | 30 a 34 | 12    |
| 16    | 25 a 29 | 28    |
| 40    | 20 a 24 | 8     |
| 16    | 15 a 19 | 20    |
| 24    | 10 a 14 | 32    |
| 24    | 5 a 9   | 32    |
| 12    | 0 a 4   | 8     |

## Economia
El 2007 la població en edat de treballar era de 486 persones, 388 eren actives i 98 eren inactives. De les 388 persones actives 367 estaven ocupades (200 homes i 167 dones) i 21 estaven aturades (13 homes i 8 dones). De les 98 persones inactives 33 estaven jubilades, 42 estaven estudiant i 23 estaven classificades com a «altres inactius».

### Ingressos
El 2009 a Machault hi havia 263 unitats fiscals que integraven 728 persones, la mediana anual d'ingressos fiscals per persona era de 22.036,5 €.

### Activitats econòmiques
Dels 33 establiments que hi havia el 2007, 1 era d'una empresa extractiva, 1 d'una empresa alimentària, 1 d'una empresa de fabricació de material elèctric, 2 d'empreses de fabricació d'altres productes industrials, 7 d'empreses de construcció, 4 d'empreses de comerç i reparació d'automòbils, 2 d'empreses de transport, 1 d'una empresa d'hostatgeria i restauració, 2 d'empreses d'informació i comunicació, 8 d'empreses de serveis, 3 d'entitats de l'administració pública i 1 d'una empresa classificada com a «altres activitats de serveis».
Dels 7 establiments de servei als particulars que hi havia el 2009, 2 eren tallers de reparació d'automòbils i de material agrícola, 1 paleta, 1 fusteria, 1 lampisteria, 1 electricista i 1 restaurant.
L'únic establiment comercial que hi havia el 2009 era una botiga de menys de 120 m².

## Equipaments sanitaris i escolars
El 2009 hi havia una escola elemental integrada dins d'un grup escolar amb les comunes properes formant una escola dispersa.

## Poblacions més properes
El següent diagrama mostra les poblacions més properes.